# ژاله‌پوش غول
ژاله‌پوش غول (نام علمی: Drosera gigantea) نام یک گونه از سرده دروزا است.